# Stegobolus auberianus
Stegobolus auberianus är en lavart som först beskrevs av Jean François Montagne, och fick sitt nu gällande namn av Frisch & Kalb 2006. Stegobolus auberianus ingår i släktet Stegobolus och familjen Thelotremataceae.   Inga underarter finns listade i Catalogue of Life.